# Amstel Gold Race 1988
L'Amstel Gold Race 1988, ventitreesima edizione della corsa, si svolse il 23 aprile 1988 su un percorso di 242 km da Heerlen a Meerssen. Fu vinta dall'olandese Jelle Nijdam, che terminò in 6h 28' 25".

## Ordine d'arrivo (Top 10)
| Pos. | Corridore          | Squadra       | Tempo    |
| ---- | ------------------ | ------------- | -------- |
| 1    | Jelle Nijdam       | Superconfex   | 6h28'25" |
| 2    | Steven Rooks       | PDM-Ultima    | a 17"    |
| 3    | Claude Criquielion | Hitachi-Bosal | s.t.     |
| 4    | Éric Boyer         | Système U     | s.t.     |
| 5    | Marc Sergeant      | Hitachi-Bosal | a 26"    |
| 6    | Steve Bauer        | Weinmann      | a 42"    |
| 7    | Dag Otto Lauritzen | 7-Eleven      | s.t.     |
| 8    | Bruno Cornillet    | Z-Peugeot     | s.t.     |
| 9    | Martial Gayant     | Toshiba       | s.t.     |
| 10   | Rolf Gölz          | Superconfex   | a 1'01"  |